# Leptotes mandersi
Leptotes mandersi is een vlinder uit de familie van de Lycaenidae. De wetenschappelijke naam van de soort is voor het eerst gepubliceerd in 1907 door Hamilton Herbert Druce.
De soort komt alleen voor in Mauritius. Het gaat om een zeldzame soort. Tussen 1967 en 1980 is de soort niet gezien, maar in 1991 zijn er enkele waarnemingen gedaan door Davis & Barnes. En in 1995 is de soort gezien door Florens & Probst op het nabijgelegen eiland Aigrettes. In 2016 constateerde Lawrence dat de soort mogelijk is uitgestorven of alleen nog op Aigrettes zou kunnen voorkomen, maar bij een landelijk vlinderonderzoek in 2017 is de soort toch waargenomen.